# Hipposideros muscinus
Hipposideros muscinus — є одним з видів кажанів родини Hipposideridae.

## Поширення
Країни поширення: Індонезія, Папуа Нова Гвінея. Знайдений від рівня моря до 1500 м над рівнем моря. Цей вид живе в рівнинних тропічних лісах. Невеликі групи були знайдені під час відпочинку в дуплах дерев.

## Загрози та охорона
Загрози для цього виду залишаються погано відомими. Поки не відомо, чи вид присутній в будь-якій з охоронних територій.